# Conselho Federal de Cultura
Conselho Federal de Cultura
O conselho federal de Cultura brasileiro foi um grande marco durante as decadas de 1960 e 1970, criado em 1967 seus objetivos eram: Incentivar a cultura, gerenciar políticas a respeito, promover campanhas nacionais e internacionais, articular-se com municípios e órgãos estaduais, estimular a criação de Conselhos culturais e etc.Pdf sobre o assunto: 
Referências:
http://antigo.casaruibarbosa.gov.br/dados/DOC/artigos/a-j/FCRB_LiaCalabre_Intelectuais_e_PoliticaCultural.pdf